# آنومالی جنوب دستجرد ۲
آنومالی جنوب دستجرد ۲ یک اندیس فلزی است که در حوالی شهر عباس‌آباد استان سمنان قرار دارد و مادهٔ معدنی موجود در آن، طلا است. سنگ میزبان این اندیس آبرفت است و دیرینگی آن به دوران کواترنری می‌رسد.